# روبرت الیبکیان
روبرت واغارشاکی الیبکیان (ارمنی: Ռոբերտ Վաղարշակի Էլիբեկյան; انگلیسی: Robert Elibekyan؛ زادهٔ ۲۱ آوریل ۱۹۴۱) یک نقاش اهل ارمنستان است.
روبرت الباکیان در تفلیس گرجستان به دنیا آمد. در سال ۱۹۶۰ به ارمنستان نقل مکان نمود و در ایران اسکان گزید. در بین سال‌های ۱۹۶۰–۱۹۶۵ در انستیتو تئاتر و هنر ایروان تحصیل نمود. از سال ۱۹۷۰ الباکیان عضو اتحادیه هنرمندان ارمنستان می‌باشد.

## جوایز
وی برندهٔ جوایزی همچون نقاش مردمی جمهوری ارمنستان، مدال موسس خورناتسی (۲۰۰۱)، نقاش مردمی جمهوری ارمنستان (۲۰۰۸)، جایزه دولتی ارمنستان شوروی (۱۹۸۸)، چهره هنری شایسته جمهوری ارمنستان و جایزه پوغوسیان  شده‌است.

## نگارخانه

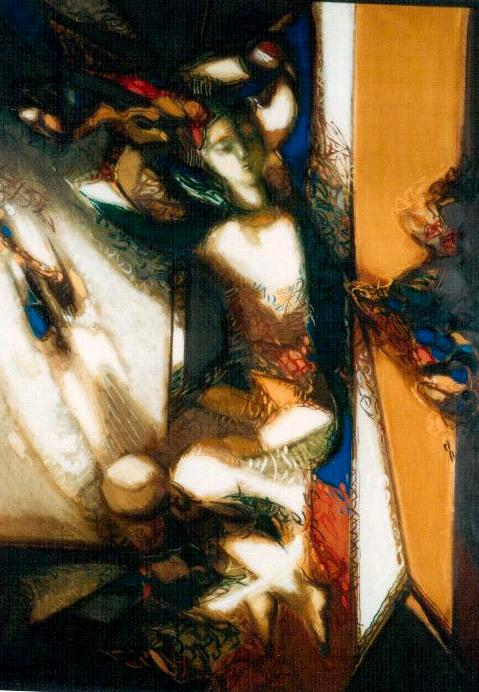
"Sun Vision", ۱۹۸۸
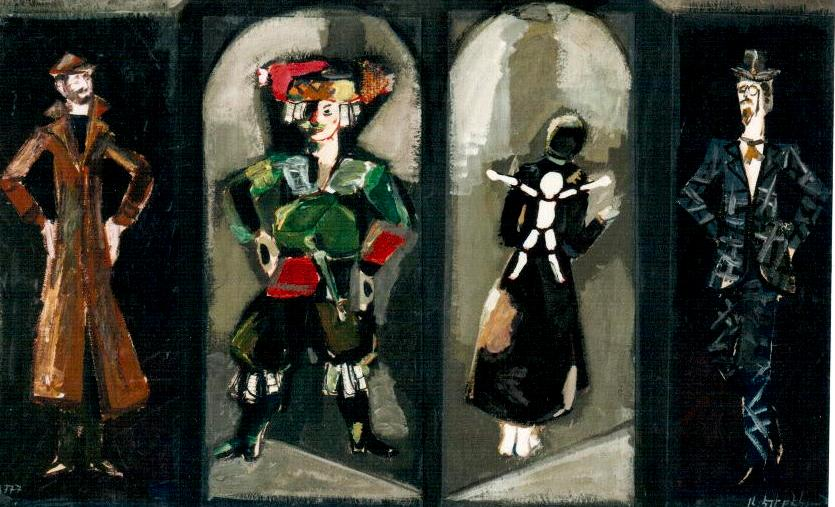
Sketches of costumes
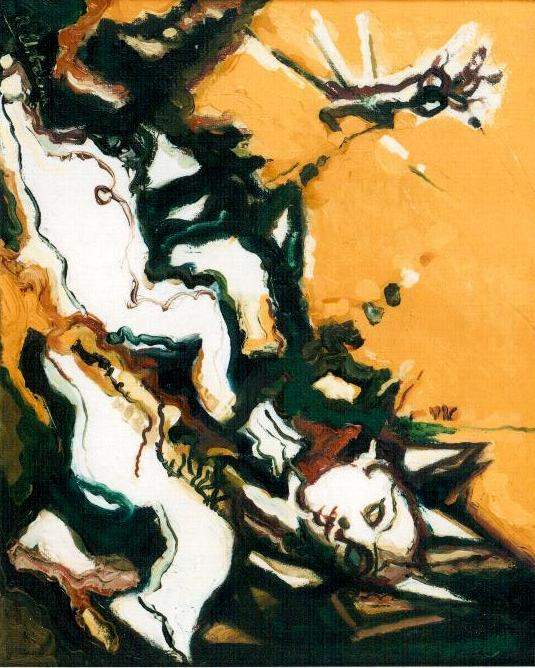
"Iran", ۲۰۰۹
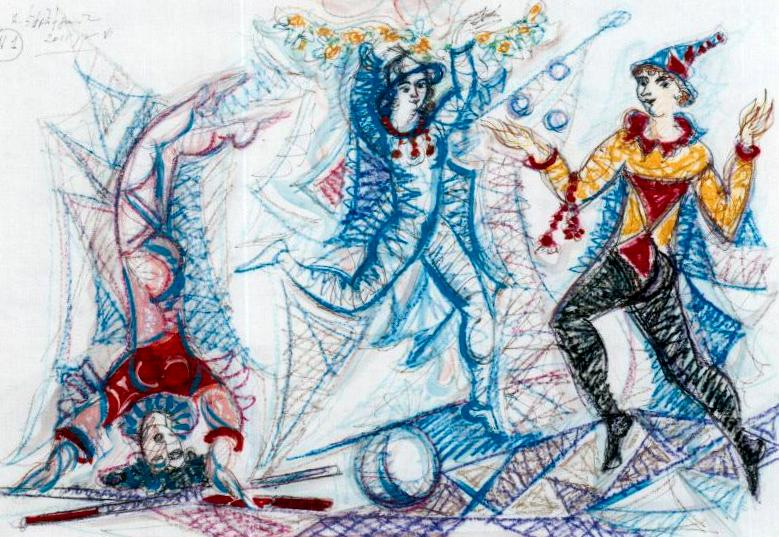
Sketches of costumes for operate Katine, ۲۰۱۳
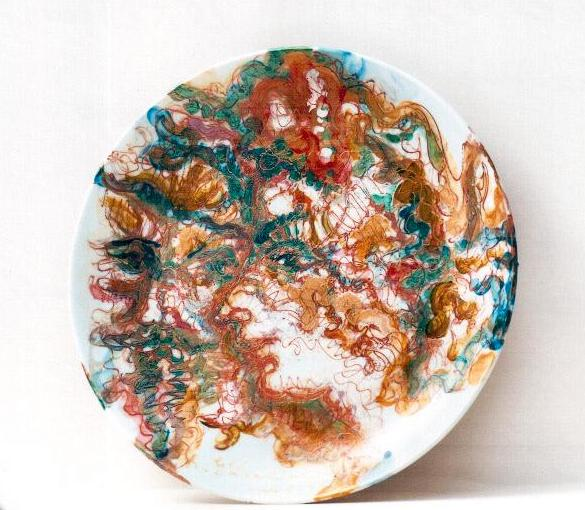
"Half-face", tray, 2006,
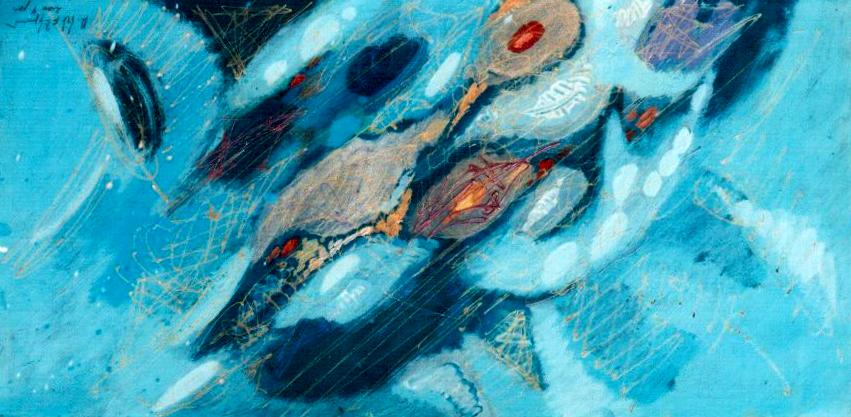
Sketches, ۲۰۰۶
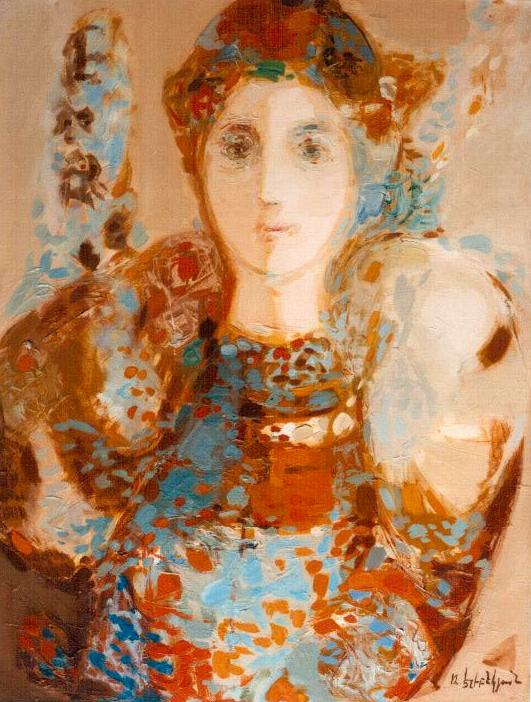
"Mary", ۱۹۸۴
"Pantomime", ۱۹۸۲
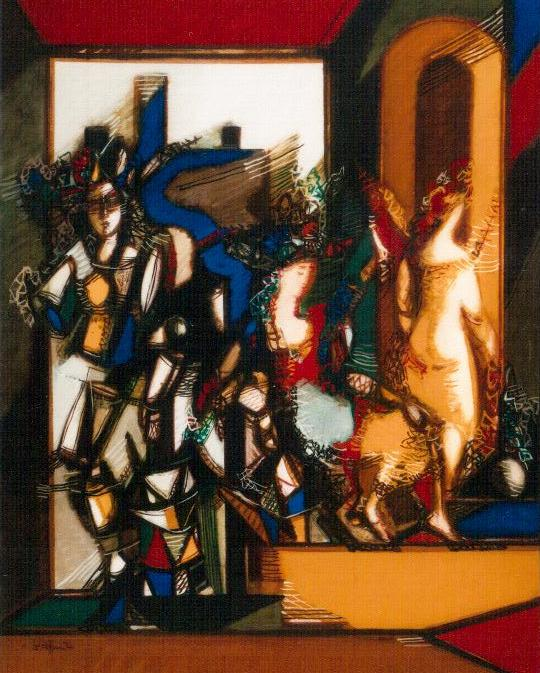
"In the artist's Studio", ۱۹۸۸
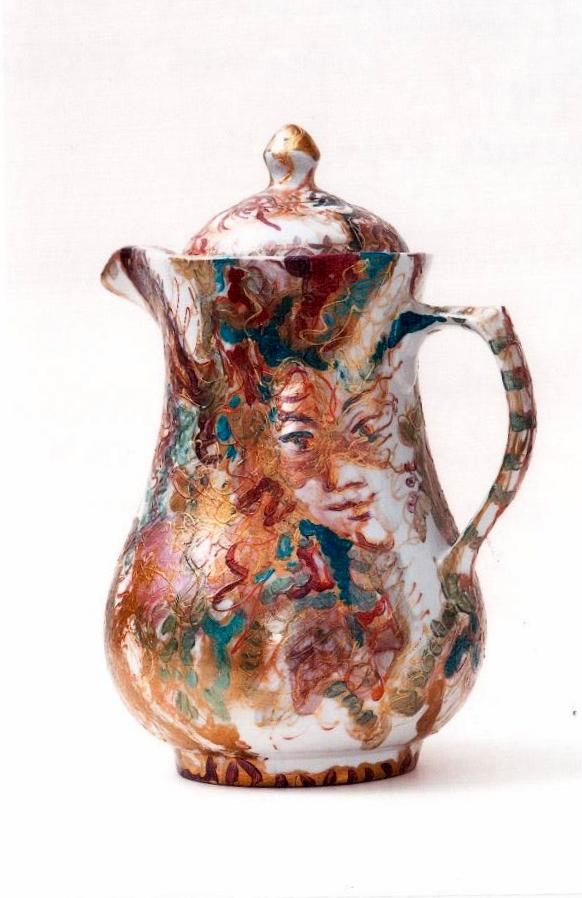
Nocturne,coffee pot, ۲۰۰۹
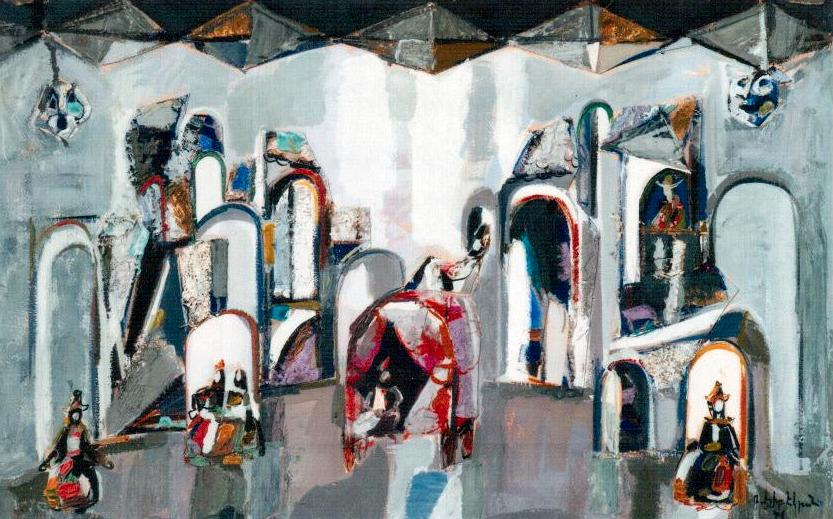
Sketches, ۱۹۷۶
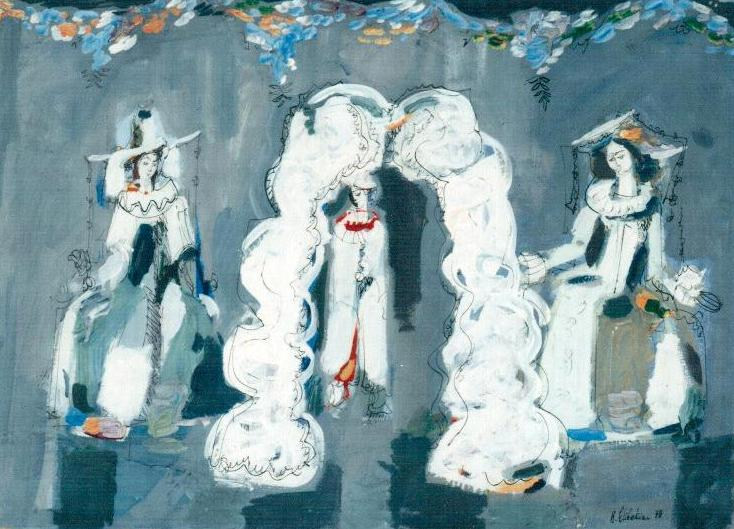
Curtain Sketches, 1978
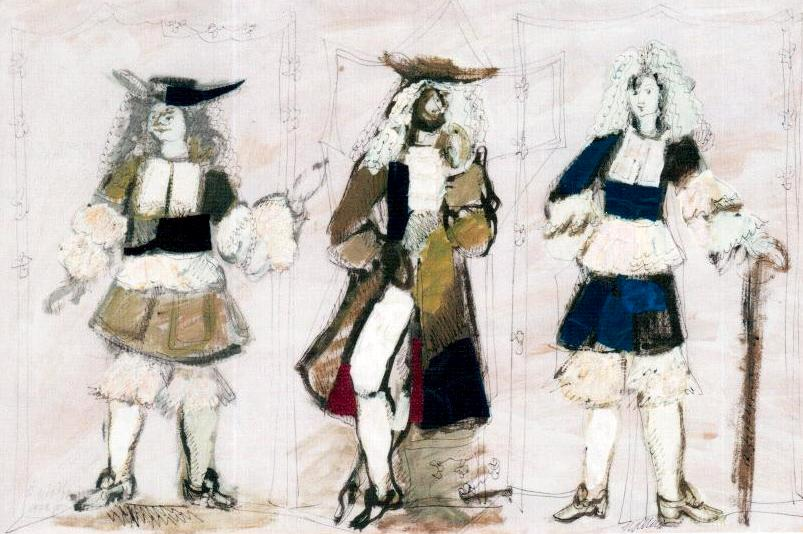
Sketches of costumes, ۱۹۷۸
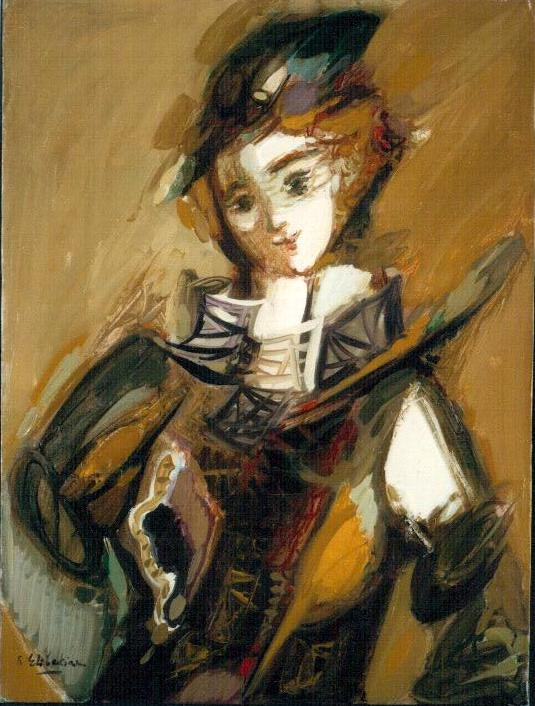
"Flora", ۱۹۹۲-۱۹۹۳